# Rhamphomyia curvitibia
Rhamphomyia curvitibia är en tvåvingeart som beskrevs av Saigusa 1965. Rhamphomyia curvitibia ingår i släktet Rhamphomyia och familjen dansflugor.
Artens utbredningsområde är Taiwan. Inga underarter finns listade i Catalogue of Life.